# Tây Hạ Nhân Tông
Tây Hạ Nhân Tông (chữ Hán: 西夏仁宗; 1124-1193), tên thật là Lý Nhân Hiếu (李仁孝), là vị Hoàng đế thứ năm của triều đại Tây Hạ, trị vì từ năm 1139 đến năm 1193. Ông là con trai cả của Tây Hạ Sùng Tông, lên ngôi vua vào năm 16 tuổi.
Năm 1170, Nhân Tông phát giác được âm mưu binh biến. Ông ra lệnh xử tử những kẻ phản nghịch. Sau việc này, Nhân Tông nghi ngờ các tướng, gây nên tình trạng bất ổn trong quân đội. Trong những năm trị vì sau này, Tây Hạ đã bắt đầu cuộc chiến tranh với nhiều kẻ thù khác nhau.
Sau khi củng cố ngai vàng, Nhân Tông đặt quan hệ bang giao với nhà Kim. Trong nước, Nhân Tông lập ra trường học, song song với việc đó, ông cho mở các kỳ thi để tìm kiếm nhân tài. Cũng giống như vua cha, là người sùng Nho giáo nên ông đã xây dựng nhiều đền thờ Khổng Tử. Trong suốt thời gian cầm quyền, Nhân Tông mời một lạt ma Tây Tạng về làm cố vấn tôn giáo và cho khắc in nhiều bản kinh của Phật giáo.
Tây Hạ dưới thời Nhân Tông cực kì thịnh trị, ông tập trung chính quyền về tay trung ương. Nhiều bộ lạc lớn nhỏ ở phía Tây và phía Bắc đều quy thuận triều đình. Triều đại của ông cũng trùng với cao trào của chiến tranh Nam Tống - Kim, nhưng tương đối hiếm có xung đột.
Năm 1193, Nhân Tông băng hà, trị nước 54 năm, hưởng thọ 70 tuổi. Miếu hiệu Nhân Tông, thụy hiệu Thánh Đức hoàng đế. Kế nhiệm là con trai ông Lý Thuần Hữu, tức vua Tây Hạ Hoàn Tông.